# 立山くん
立山くん（たてやまくん）は、富山県警察のマスコットキャラクターである。

## 概要
富山県氷見市出身の漫画家藤子不二雄Ⓐが、立山をモチーフにデザインしたものである。